# Roy Hibbert
Roy Denzil Hibbert (Queens, 11 dicembre 1986) è un ex cestista statunitense con cittadinanza giamaicana, professionista in NBA.

## Biografia
Hibbert è nato a Queens, New York da Roy senior e da Patty Hibbert. Ha cominciato a giocare a basket su suggerimento dei genitori dopo aver provato golf, tennis e pianoforte.

## Carriera

### College
Ha frequentato la Georgetown University, università dalla quale sono usciti grandi centri come Alonzo Mourning, Patrick Ewing e Dikembe Mutombo ed aveva intenzione all'inizio di rendersi eleggibile già nel Draft NBA 2007, ma ha poi cambiato idea affermando che il suo cuore era ancora là e che aveva ancora molto da fare in quell'università.

### NBA
È stato selezionato come diciassettesima scelta nel primo giro del Draft NBA 2008 dai Raptors, salvo poi essere coinvolto nello scambio che ha portato Hibbert, T.J. Ford e Radoslav Nesterovič ai Pacers in cambio di Jermaine O'Neal e Nathan Jawai.
Nella stagione 2011-2012 gli Indiana Pacers sono protagonisti di una grande stagione che li porta al terzo posto a Est, Hibbert è una delle stelle del team, e chiude la regular season con 12,8 punti di media e 8,8 rimbalzi, migliorandosi ancora rispetto alle passate stagioni; è inoltre quinto in NBA per stoppate a partita (1,97). Il 24 febbraio 2012 partecipa al suo primo All Star Game. Nel luglio 2015 passa ai Los Angeles Lakers, chiudendo la stagione a 5,9 punti e 4,9 rimbalzi in 23 minuti a partita.
Il 2 febbraio 2017 viene ceduto ai Milwaukee Bucks, che dopo 24 giorni lo hanno ceduto ai Denver Nuggets.
Roy Hibbert annuncia il suo ritiro dal basket giocato il 17 luglio 2018 dopo essere stato senza squadra per un anno.

## Statistiche

### NCAA
| Anno      | Squadra          | PG  | PT  | MP   | TC%  | 3P% | TL%  | RP  | AP  | PRP | SP  | PP   |
| --------- | ---------------- | --- | --- | ---- | ---- | --- | ---- | --- | --- | --- | --- | ---- |
| 2004-2005 | Georgetown Hoyas | 32  | 11  | 15,8 | 46,9 | -   | 66,2 | 3,5 | 0,9 | 0,3 | 1,3 | 5,1  |
| 2005-2006 | Georgetown Hoyas | 33  | 33  | 24,0 | 59,0 | -   | 72,3 | 6,9 | 1,3 | 0,2 | 1,6 | 11,6 |
| 2006-2007 | Georgetown Hoyas | 37  | 37  | 26,4 | 67,1 | -   | 68,6 | 6,9 | 1,1 | 0,5 | 2,4 | 12,9 |
| 2007-2008 | Georgetown Hoyas | 34  | 34  | 26,3 | 60,9 | 100 | 64,6 | 6,4 | 1,9 | 0,5 | 2,2 | 13,4 |
| Carriera  | Carriera         | 136 | 115 | 23,3 | 60,3 | 100 | 68,0 | 5,9 | 1,3 | 0,4 | 1,9 | 10,9 |

#### Massimi in carriera
- Massimo di punti: 26 vs Cincinnati (27 gennaio 2007)[4]
- Massimo di rimbalzi: 14 (2 volte)
- Massimo di assist: 5 (4 volte)
- Massimo di palle rubate: 3 (3 volte)
- Massimo di stoppate: 6 (5 volte)
- Massimo di minuti giocati: 37 vs Syracuse (21 gennaio 2008)

### NBA

#### Regular Season
| Anno      | Squadra           | PG  | PT  | MP   | TC%  | 3P%  | TL%  | RP  | AP  | PRP | SP  | PP   |
| --------- | ----------------- | --- | --- | ---- | ---- | ---- | ---- | --- | --- | --- | --- | ---- |
| 2008-2009 | Indiana Pacers    | 70  | 42  | 14,4 | 47,1 | -    | 66,7 | 3,5 | 0,7 | 0,3 | 1,1 | 7,1  |
| 2009-2010 | Indiana Pacers    | 81  | 69  | 25,1 | 49,5 | 50,0 | 75,4 | 5,7 | 2,0 | 0,4 | 1,6 | 11,7 |
| 2010-2011 | Indiana Pacers    | 81  | 80  | 27,7 | 46,1 | 0,0  | 74,5 | 7,5 | 2,0 | 0,4 | 1,8 | 12,7 |
| 2011-2012 | Indiana Pacers    | 65  | 65  | 29,8 | 49,7 | 0,0  | 71,1 | 8,8 | 1,7 | 0,5 | 2,0 | 12,8 |
| 2012-2013 | Indiana Pacers    | 79  | 79  | 28,7 | 44,8 | 25,0 | 74,1 | 8,3 | 1,4 | 0,5 | 2,6 | 11,9 |
| 2013-2014 | Indiana Pacers    | 81  | 81  | 29,7 | 43,9 | 40,0 | 77,0 | 6,6 | 1,1 | 0,4 | 2,2 | 10,8 |
| 2014-2015 | Indiana Pacers    | 76  | 76  | 25,3 | 44,6 | 0,0  | 82,4 | 7,1 | 1,1 | 0,2 | 1,6 | 10,6 |
| 2015-2016 | L.A. Lakers       | 81  | 81  | 23,2 | 44,3 | 0,0  | 80,7 | 4,9 | 1,2 | 0,4 | 1,4 | 5,9  |
| 2016-2017 | Charlotte Hornets | 42  | 13  | 16,0 | 54,2 | -    | 81,3 | 3,6 | 0,5 | 0,2 | 1,0 | 5,2  |
| 2016-2017 | Denver Nuggets    | 6   | 0   | 1,8  | 66,7 | -    | -    | 0,3 | 0,2 | 0,0 | 0,3 | 0,7  |
| Carriera  | Carriera          | 662 | 586 | 24,8 | 46,5 | 25,0 | 75,5 | 6,3 | 1,3 | 0,4 | 1,7 | 10,0 |
| All-Star  | All-Star          | 2   | 0   | 11,0 | 62,5 | 0,0  | 100  | 4,0 | 1,5 | 0,0 | 0,0 | 5,5  |

#### Play-off
| Anno     | Squadra        | PG | PT | MP   | TC%  | 3P%  | TL%  | RP   | AP  | PRP | SP  | PP   |
| -------- | -------------- | -- | -- | ---- | ---- | ---- | ---- | ---- | --- | --- | --- | ---- |
| 2011     | Indiana Pacers | 5  | 5  | 26,4 | 44,4 | -    | 70,6 | 6,8  | 0,6 | 0,4 | 1,8 | 10,4 |
| 2012     | Indiana Pacers | 11 | 11 | 30.9 | 50,0 | 100  | 66,7 | 11,2 | 1,1 | 0,4 | 3,1 | 11,7 |
| 2013     | Indiana Pacers | 19 | 19 | 36,5 | 51,1 | -    | 80,6 | 9,9  | 1,4 | 0,2 | 1,9 | 17,0 |
| 2014     | Indiana Pacers | 19 | 19 | 28,5 | 44,9 | 0,0  | 77,2 | 5,5  | 0,9 | 0,2 | 1,4 | 9,3  |
| Carriera | Carriera       | 54 | 54 | 31,6 | 48,6 | 50,0 | 76,5 | 8,3  | 1,1 | 0,2 | 2,0 | 12,6 |

#### Massimi in carriera
- Massimo di punti: 30 vs New Orleans Hornets (21 febbraio 2012)[5]
- Massimo di rimbalzi: 18 vs Miami Heat (17 maggio 2012)
- Massimo di assist: 7 (3 volte)
- Massimo di palle rubate: 3 (4 volte)
- Massimo di stoppate: 11 vs New Orleans Hornets (21 novembre 2012)
- Massimo di minuti giocati: 43 vs Sacramento Kings (3 novembre 2012)

## Palmarès
- 2 volte NBA All-Star (2012, 2014)
- NBA All-Defensive Team: 1

Second Team: 2014